# 熙河開邊
熙河開邊是北宋年間開拓邊疆的行為，熙寧五年（1072年）開始，持續60多年，直至北宋滅亡。

## 開始
宋神宗時，王韶上“平戎三策”，说“欲取西夏，当先复河、湟”，在宰相王安石的支持下，熙宁五年（1072年）五月，由熙河路经略安抚使王韶主持熙河开边，率大军进攻吐蕃。七月，王韶派兵至渭源堡和乞神平，击败了蒙罗角、抹耳水巴等族。开始，羌人据守险要之地，一些将领打算将部队布置在空旷的平地，王韶说：“敌人如果不离开险要之地，我们只有徒劳而归。现在既然已涉入险要之地，就应当占领它，使它为我所有。”于是带领部队直趋抹邦山，与羌军对垒，并下令说：“谁要敢说退兵，就将他斩首。”敌军居高临下攻击，宋军稍受挫败。王韶这时亲自披挂上阵，指挥部队反攻，羌人大败，他们将营房帐篷焚烧后撤退了，洮西大为震动。这时瞎征带兵渡洮河来援救，被击散的敌军又集结起来。王韶戒令部下将领由竹牛岭路出动，虚张声势，以牵制敌人，而暗地里让部队攻打武胜，与瞎征一首领瞎药等部相遇，双方激战，宋军大败瞎药等部，遂进驻武胜，建为镇洮军。迁王韶为右正言、集贤殿修撰。接着又击走瞎征，降其部落2万人。此次行动，宋军一共占据了熙州（今甘肃省临洮县）、岷州（今甘肃省岷县）、洮州（今甘肃省临潭县）等地。宋廷划熙、河、洮、岷、通远为一路，王韶以龙图阁待制知熙州。

## 經過
熙宁六年（1073年）二月二十二日，王韶克河州（今甘肃省临夏市），熙河地区羌族首领木征逃走。诸羌集兵数千在香子城（今甘肃省和政县）反击，掠夺宋军辎重，侍禁田琼率兵700救援，抵达牛精谷，被羌部袭击，田琼兵败被杀。王韶派先锋苗授等从河州回击，大败羌兵。苗授与奚起合兵再攻牛精谷诸部，再次获胜，还守香子城。二月二十四日，王韶又派知德顺军景思立打开通道，尽夺羌部所掠辎重。王韶率军回击，木征再入河州，致使宋军首尾不能相顾。王韶先筑香子城，控扼要地，再派军渡洮河，攻克康乐城，亲自率军攻下珂诺城（后改名定羌，今甘肃省广河县）。四月下旬，王韶回到熙州，率军平南山之地（今甘肃省临夏市东）、建康乐城、刘家川堡（今甘肃省广河县东）与结河堡（今甘肃省临洮县西北），打通饷道，率军攻下踏白城（今甘肃省临夏市北），转兵香子城。六月，宋神宗命知德顺军景思立率兵2000修筑河州城。王韶率军前去视察，羌军埋伏南山，想要等宋军渡过洮河，断其归路，集兵在天险摩宗城（俗称铁城子，今甘肃省岷县东）。王韶得知，命部将王君万抄小路攻打摩宗城。八月中旬，宋军从露骨山（今临夏市西南）入洮州境，因为道险关隘狭窄，下马步行。木征留部将结彪守河州，亲率精锐尾随宋军之后。王韶分兵两道，一道由部将率领进围河州，一道自率领攻打木征。宋军连胜，木征败走，结彪以城降宋。王韶平定河州，再克宕州（今甘肃省宕昌县），打通洮河路。九月十八日，宋军入岷州，当地首领瞎吴叱、木令征等降。王韶分兵在绰罗川（今青海省东部与甘肃省交界处）击败青龙族，叠州（今甘肃省迭部县）守将钦令征、洮州守将厮郭敦相继以城降宋，巴毡角也以其族附宋。
宋军收复5州，拓地2000余里，受抚羌族30余万帐，吐蕃腹地熙河、青唐落入北宋手中，宋朝尽得产良马之地。羌人俞龍珂率部属12万内附，为了表示忠心，俞主动提出，“平生闻包中丞朝廷忠臣，乞赐姓包氏”，神宗依他的心願，赐姓包，賜名順。包顺遂引导王韶深入诸番部，建立起进攻西夏的有利战线。
熙宁八年（1075年）宋廷在熙州（今甘肃省临洮县）、河州、洮州（今甘肃省临潭县）、岷州（治所今甘肃省西和县）、永宁寨（今甘肃省甘谷县）等地设州、买马，进行民族贸易，此舉受到了邊境各族的热烈欢迎，史載“熙河人情甚喜”。宋廷以王韶为经略安抚使，“通远军自置市易司以来，收本息钱57万余缗”，吐蕃政权逐渐瓦解。宋军平定了陇右东南的吐蕃残部后，开始向其核心地区河湟（今青海湖边）进军。嘉祐八年（1063年）二月，西使城（今甘肃榆中）吐蕃首领禹藏花麻，因与宋廷不和，把西使城及兰州献给西夏。元丰四年（1081年）六月，西夏内乱，宋廷采纳种谔的议题乘机大举攻西夏，同时，又请唃厮啰首领董毡共同出兵，随后调集32万大军，诏李宪、王中正、高遵裕、刘昌祚、种谔5路出师；八月，李宪率宋军和吐蕃兵3万进军至西使新城，败走西夏2万骑，斩2000级，夺马500匹，九月，攻克西夏兰州；其余4路撤退时损失约16万人，仅冻溺死者约14万人。元丰六年（1083年）十月，董毡卒，养子于阗人阿里骨继位，因非唃氏家族，一直遭到部族的不满。元佑二年（1087年），阿里骨与西夏合攻宋朝，相约以熙、河、岷3州归吐蕃，兰州及西使城（定西城）归西夏。四月，阿里骨攻破洮州，遂与西夏会军，同围南川寨，大肆焚掠。又在西使城击败宋军，杀都监吴猛。八月，以10万军队围攻河州，令鬼章引2万众驻常家山。不久，因鬼章被俘而退兵。绍圣三年（1096年），阿里骨卒，子瞎征继位，随后角厮罗政权发生内讧，势力日衰。元符二年（1099年）七月，宋哲宗乘河湟混乱之际，令王赡率宋军从河州北上、渡黄河、攻邈川城（今青海乐都），时年八月，攻克宗哥城（今青海平安）。瞎征（唃厮啰国第四代赞普）等至宗哥城（今青海平安县）投降，族人遂立陇拶为青唐主。九月，宋军进至青唐城（今青海西宁），陇拶同辽、西夏、回鹘三公主及诸族首领出降，攻占了鄯、湟、廓3州之地，将邈川改为湟州，青唐为鄯州。不久，吐蕃部复叛，宋廷又被逼放弃河湟地区。北宋末年蔡京專權，又主开边事宜，崇寧二年（1103年）六月，王厚、高永年率宋军再次攻取湟州并于次年四月攻取青唐。崇宁三年（1104年），宋军灭唃厮啰国后设置陇右都护府，治所驻西宁州（今青海西宁市）。

## 結束
宣和七年（1125年），金兵南下，北宋朝危在旦夕。陕西经制使钱盖寻唃厮啰后裔自立，陇拶之弟益麻党征擔任措置湟鄯事，赐名赵怀恩。绍兴四年（1134年），赵怀恩前往阆州（今四川阆中）依附南宋，宋朝對河西走廊的統治權正式告終。